# Brandhub (Halsbach)
Brandhub (mundartl.: Brandhuab) ist ein Ortsteil der Gemeinde Halsbach im oberbayerischen Landkreis Altötting. 

## Lage
Der Weiler Brandhub liegt etwa zweieinhalb Kilometer südlich von Halsbach an der Staatsstraße 2357.

## Geschichte
Der Name des Ortes bezeichnet eine einst abgebrannte und wieder aufgebaute Hube. Der Ort gehörte von der Gemeindegründung im Jahre 1818 an zur Gemeinde Oberzeitlarn und kam mit deren Auflösung am 1. Januar 1964 zur Gemeinde Halsbach. 
Im Ort befindet sich eine denkmalgeschützte Wegkapelle, die mit dem Jahr 1891 bezeichnet ist.